# Borstbeeld van Louis Doedel
Het borstbeeld van Louis Doedel staat aan de Arabistraat in Paramaribo, Suriname. Het staat op het erf van de Scholingsinstituut voor de Vakbeweging (SIVIS). Het is gemaakt door Erwin de Vries.
Doedel was de eerste vakbondsleider van Suriname. Nadat hij protesten van duizenden mensen had georganiseerd, werd hij in 1937 ter observatie opgenomen in de psychiatrische inrichting Wolfenbüttel. Hier bleef hij  43 jaar lang  tot twee weken voor zijn dood in 1980. Lange tijd werd verondersteld dat hij was overleden. Statenlid Henk Herrenberg ontdekte echter eind jaren 1970 dat Doedel nog in leven was. Toen hij hem bezocht was Doedel uitgemergeld: "Hij was een plant. Er was niets meer van hem over," aldus Herrenberg.
Robert Ameerali, op 10 januari 2023 vicepresident, maar ook achterneef van Louis Doedel, onthulde het borstbeeld op de 33e overlijdensdag van de vakbondsleider. Ameerali bekritiseerde ook de vakbeweging dat het zo lang had geduurd voordat het beeld er kwam. "In alle voorbije regeringen was de vakbeweging erbij," zo zei hij tijdens de onthulling, "misschien wachtte Doedel wel op mij."
Van correspondent Nina Jurna was Doedel een oudoom. In 2021 was zij erbij toen de directeur van de opvolger van Wolfenbüttel, het Psychiatrisch Centrum Suriname (PCS), het teruggevonden psychiatrische dossier van 1937 tot 1980 officieel overhandigde aan Amar Ramadhin, de minister van Volksgezondheid. Ramadhin kondigde aan een commissie van experts in het leven te roepen om het dossier te bestuderen. Erna zal het dossier aan de familie worden overgedragen.